# Montegalda
Montegalda és un municipi italià de 3.254 habitants de la província de Vicenza (regió de Vèneto).

## Demografia
| Gràfica d'evolució demogràfica de Montegalda entre 1861 i 2001 |
|                                                                |